# Denard Span
Keiunta Denard Span (Washington, 27 febbraio 1984) è un giocatore di baseball statunitense, esterno sinistro per i Seattle Mariners nella Major League Baseball.

## Carriera

### Minor League
Denard fu scelto al primo giro del draft amatoriale del 2002 come 20a scelta dai Minnesota Twins. Nel 2003 giocò con gli Elizabethton Twins rookie, finendo con .271 alla battuta, 18 RBI e 34 punti (run: in inglese) in 50 partite. Nel 2004 giocò con due squadre finendo con .273 alla battuta, 15 RBI e 30 punti in 69 partite.
Nel 2005 giocò con due squadre finendo con .307 alla battuta, 45 RBI e 85 punti in 117 partite. Nel 2006 giocò con i New Britain Rock Cats doppio A finendo con .285 alla battuta, 45 RBI e 80 punti in 134 partite.
Nel 2007 giocò con i Rochester Red Wings triplo A finendo con .267 alla battuta, 55 RBI e 59 punti in 139 partite. Nel 2008 con i Red Wings finì con .340 alla battuta, 14 RBI e 32 punti in 40 partite.
Nel 2009 finì con .333 alla battuta e un punto in 2 partite. Nel 2011 finì con .205 alla battuta, 2 RBI e 4 punti in 10 partite.

### Major League

#### Minnesota Twins (2008-2012)

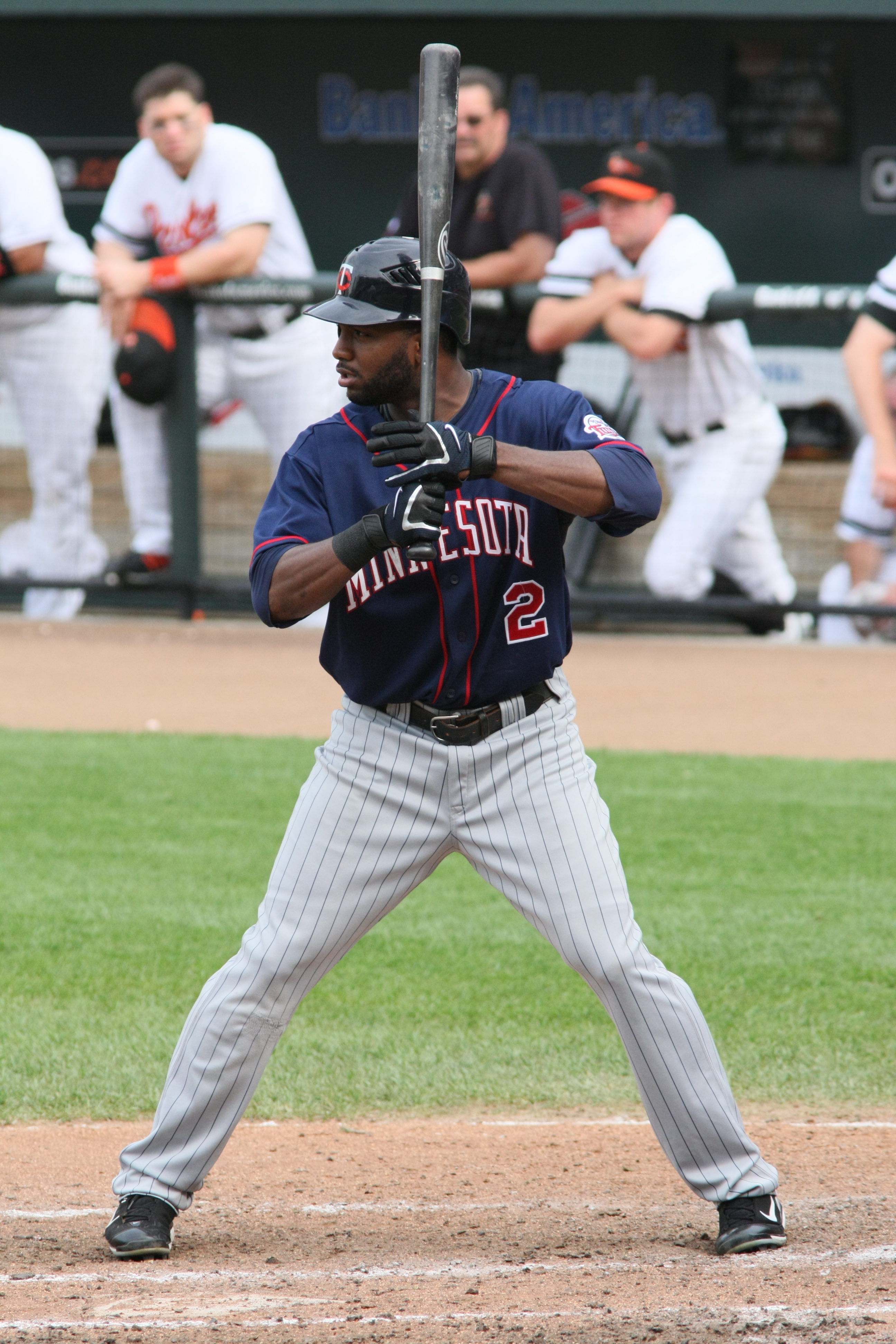
Span con i Twins nel 2008

Debuttò nella MLB il 6 aprile 2008 al Hubert H. Humphrey Metrodome di Minneapolis contro i Kansas City Royals scendendo 2 volte alla battuta ottenendo una base concessa. Nella sua prima stagione da professionista chiuse con .294 alla battuta, 47 RBI, 70 punti, 7 triple (6° nella American League), 226 eliminazioni di cui 2 doppie, 6 assist, un errore da esterno centrale e 3 errori da esterno destro in 93 partite di cui 90 da titolare. Nel 2009 firmò per 435.000$, finendo con .311 alla battuta (9° nella AL), .392 On-Base Percentage (10° nella AL), 68 RBI, 97 punti, 10 triple (1° nella AL), 350 eliminazioni di cui 2 doppie, 6 assist, 2 errori da estern sinistro, un errore da esterno centrale e 2 errori da esterno destro in 145 partite di cui 143 da titolare.
Il 13 marzo 2010 firmò per 5 anni per un totale di 16,5 milioni di dollari con un 6º anno opzionale scelto dai Twins per 9 milioni di dollari. Chiuse la stagione con .264 alla battuta, 58 RBI, 10 triple (2° nella AL) 85 punti, 407 eliminazioni di cui 3 doppie, 5 assist e 4 errori da esterno centrale in 153 partite di cui 151 da titolare. Nel 2011 finì con .264 alla battuta, 16 RBI, 37 punti, 206 eliminazioni, un assist e un errore da esterno centrale in 70 partite di cui 67 da titolare.
Nel 2012 finì con .283 alla battuta, 41 RBI, 71 punti, 339 eliminazioni di cui 3 doppie, 6 assist e 4 errori da esterno centrale in 128 partite di cui 122 da titolare.

#### Washington Nationals (2013-2015)
Il 29 novembre 2012 venne preso dai Minnesota Twins in cambio del giocatore della Minor League Alex Meyer. Nel 2013 finì con .279 alla battuta, 47 RBI, 75 punti, 11 triple (1° nella National League), 379 eliminazioni di cui una doppia e 5 assist in 153 partite di cui 145 da titolare. Divenne free agent il 2 novembre 2015.

#### San Francisco Giants (2016-2017)

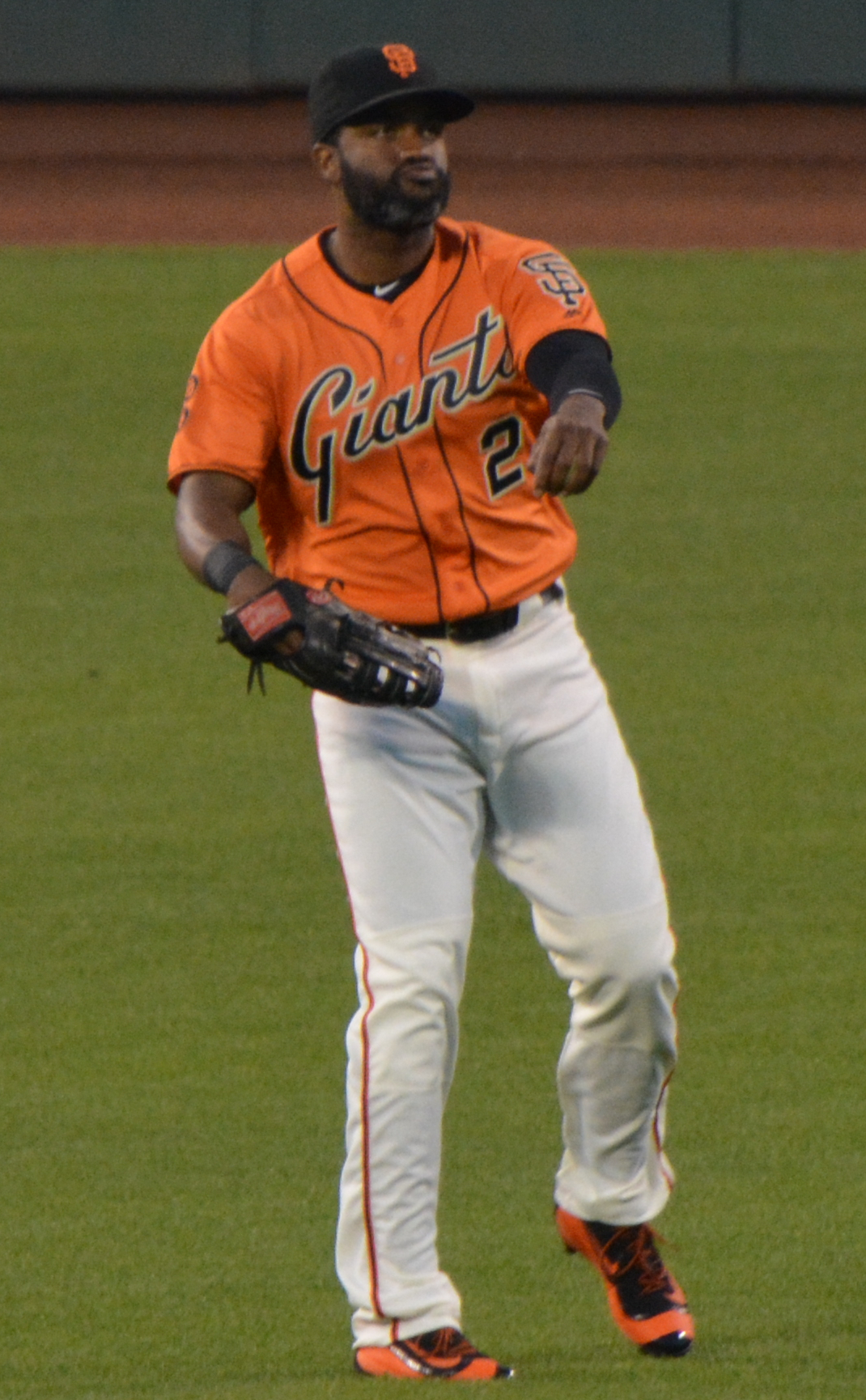
Span con i Giants nel 2016

Il 7 gennaio 2016 Span firmò con i San Francisco Giants. Con i Giants partecipò durante le stagioni 2016 e 2017 a 272 partite, totalizzando 23 fuoricampo e 96 punti battuti a casa.
Il 20 dicembre 2017 i Giants scambiarono Span, assieme a Christian Arroyo, Matt Krook e Stephen Woods con i San Francisco Giants, in cambio di Evan Longoria più un compenso monetario.

#### Tampa Bay Rays e Seattle Mariners (2018-)
Il 20 dicembre 2017 i Giants scambiarono Span, assieme a Christian Arroyo, Matt Krook e Stephen Woods con i San Francisco Giants, in cambio di Evan Longoria più un compenso monetario.
Il 25 maggio 2018, i Rays scambiarono Span e il rilievo Álex Colomé con i Seattle Mariners in cambio dei giocatori di Minor League Andrew Moore e Tommy Romero.

## Vita privata
Span nacque a Washington ma visse la maggior parte della propria gioventù a Tampa, in Florida.
Il 31 dicembre 2014, Span propose il matrimonio alla hockeista su ghiaccio Anne Schleper, atleta della nazionale statunitense femminile, medaglia d'argento alle olimpiadi invernali 2014. Si sposarono nel gennaio 2017 a Naples in Florida. La coppia accolse il loro primo bambino, DJ, nell'ottobre 2017.
Sempre nel 2014, Span fondò una organizzazione non-profit, la Denard Span Foundation, per aiutare le famiglie con genitori single.

## Premi
- Futures Game Selection (2008)
- Giocatore della settimana della International League (19/05/2008)
- Mid-Season All-Star della Eastern League (2006)
- Giocatore della settimana della Eastern League (2006)
- Mid-Season All-Star della Florida State League (2005)
- Twins Good Guy Award (2009)
- Leader della American League in tripli (2009)
- Leader della National League in tripli (2013)
- Leader della National League in valide (2014)

### Numeri di maglia indossati
- nº 2 con i Minnesota Twins (2008-2012)
- nº 2 con i Washington Nationals (2013-2015)
- n° 2 con i San Francisco Giants (2016-2017)
- n° 2 con i Tampa Bay Rays (2018-2018)
- n° 4 con i Seattle Mariners (2018-2018)